# Перкун Анатолій Сафронович
Анатолій Сафронович Перкун (24 серпня 1936, село Кунка Гайсинського району Вінницької області — 9 вересня 2013, село Кунка Гайсинського району Вінницької області) — новатор сільськогосподарського виробництва, Герой Соціалістичної Праці (24.12.1976). Депутат Верховної Ради СРСР 9—11-го скликань.

## Біографія
Народився в селянській родині. Закінчив семирічну школу. З 1952 року — токар Гайсинської машинно-тракторної станції Вінницької області.
У 1955 році закінчив Ольгопільське училище механізації сільського господарства Вінницької області. З 1955 року працював трактористом Гайсинської машинно-тракторної станції, з 1958 року — трактористом колгоспу, а з 1962 року очолив механізовану ланку колгоспу імені Шевченка Гайсинського району Вінницької області.
Член КПРС з 1967 року. Був делегатом XXV з'їзду Компартії України.
З 1970 року — бригадир тракторної бригади колгоспу імені Шевченка Гайсинського району Вінницької області, яка протягом кількох років щороку вирощувала високі врожаї зернових культур (по 30—36 ц/га) і цукрових буряків (по 390 ц/га).
Без відриву від виробництва закінчив Верхівський сільськогосподарський технікум Вінницької області.
Потім — на пенсії в селі Кунка Гайсинського району Вінницької області.

## Нагороди
- Герой Соціалістичної Праці (24.12.1976)
- два ордени Леніна (24.12.1976,)
- медаль «За трудову відзнаку»
- медалі